# 375176 Béziau
375176 Béziau è un asteroide della fascia principale. Scoperto nel 2008, presenta un'orbita caratterizzata da un semiasse maggiore pari a 2,3037943 UA e da un'eccentricità di 0,1288277, inclinata di 7,02169° rispetto all'eclittica.